# La bella addormentata (film 1989)
La bella addormentata (Šípková Růženka), è un film per la televisione del 1990 diretto da Stanislav Párnicky e basato sulla fiaba dei fratelli Grimm, La bella addormentata. Tra gli interpreti figurano Danka Dinková, Gedeon Burkhard e Judy Winter.

## Trama
C'erano una volta un Re e una Regina che, nel giorno più felice della loro vita, commisero una fatale dimenticanza. Felici per la nascita della loro splendida figliola, la Principessa Rosaspina, invitarono tutte le Fate madrine per festeggiare ma, disgraziatamente, ne dimenticarono una. Questa si offese moltissimo e lanciò una tremenda maledizione contro la neonata: al compimento del quindicesimo anno di età, la Principessa si sarebbe punta un dito e sarebbe morta. Ma una delle altre Fate attenuò il maleficio, mutando la morte in un sonno di 100 anni, in capo al quale un giovane Principe avrebbe destato Rosaspina con un bacio d'amore sincero. Il Re, nonostante l'aiuto della Fata, ordinò immediatamente di bruciare fusi, arcolai, rose ed ogni cosa che potesse pungere, per scongiurare la terribile maledizione. Gli anni passarono … la Principessa crebbe bella, buona ed intelligente: la sua bellezza era conosciuta in tutti i regni confinanti, e molti Principi venivano spesso a chiedere la sua mano. Ma solo il bel Principe Guglielmo, erede del regno confinante, riuscì a fare breccia nel cuore di Rosaspina, riportandole la felicità e la spensieratezza …